# Ghiacciaio Tasman
Il ghiacciaio Tasman (ufficialmente in inglese Haupapa / Tasman Glacier) è il ghiacciaio più grande della Nuova Zelanda e uno dei numerosi ghiacciai che, nell'Isola del Sud, dalle Alpi meridionali  scorrono a est verso il bacino Mackenzie e verso sud.

## Geografia
Con i suoi 23,5 chilometri il Tasman è ancora il ghiacciaio più lungo della Nuova Zelanda, nonostante si sia ridotto notevolmente a partire dagli anni 90, il ghiacciaio è largo circa 4 chilometri e ha 600 metri di spessore, copre un'area di 101 chilometri quadrati iniziando a una quota di 3.000 metri sopra il livello del mare. Le nevicate durante le stagioni invernali e primaverili possono accumularsi fino a 50 metri, mentre dopo lo scioglimento estivo ad alta quota, sulla testa del ghiacciaio, possono restare 7 metri.Si trova interamente all'interno dei confini del Parco nazionale Aoraki/Mount Cook.

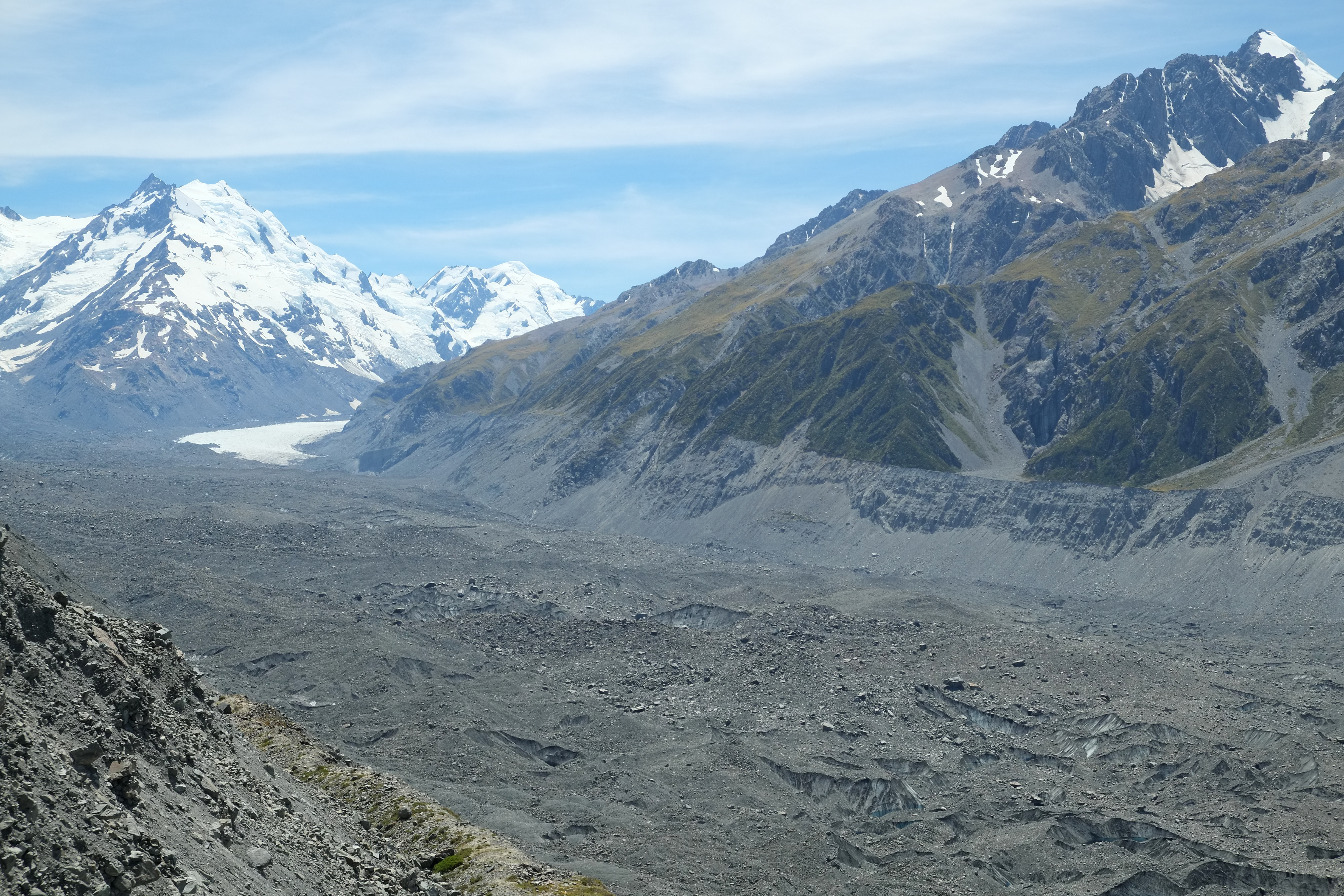
Parte inferiore del Ghiacciaio Tasman.

Il Tasman fluisce verso sud-ovest dall'Hochstetter Dome e dal Monte Elie De Beaumont lungo i pendii meridionali dei Monti Minarets e verso sud lungo il fianco orientale delle due montagne più alte della Nuova Zelanda; il Monte Tasman e il suo vicino meridionale più alto l'Aoraki/Monte Cook.
Sebbene i suoi tratti superiori siano coperti di neve, le rocce trasportate dal ghiacciaio vengono esposte per ablazione lungo il suo corso, e la parte terminale è interamente ricoperta da rocce che aiutano a isolare il ghiaccio dalla luce solare e rallentano il processo di scioglimento. 
Nella sua parte inferiore confluiscono le lingue glaciali dei ghiacciai Rudolf, Forrest Ross (che prende il nome da Forrestina Ross), Kaufmann, Haast, Hochstetter e Ball.
Il lago proglaciale terminale, il Tasman, è alimentato anche dall'acqua di scioglimento del ghiacciaio Murchison, che arriva da nord-est e fluisce accanto al ghiacciaio Tasman, all'esterno della parete morenica. Le acque del lago Tasman defluiscono nel fiume Tasman e scorrono verso sud unendosi al fiume Hooker, drenando i laghi proglaciali dei ghiacciai Hooker e Mueller. Il fiume Tasman presenta un caratteristico andamento intrecciato e scorre verso sud sfociando nel lago Pukaki. 
Alla fine le acque fluiscono nel fiume Waitaki e nell'Oceano Pacifico a nord di Oamaru.

## Ritiro recente

Da sinistra a destra, i ghiacciai Mueller, Hooker e Tasman nelle Alpi meridionali, che mostrano un forte ritiro nel decennio compreso tra il 1990 e il 2000. Si notino i laghi terminali più grandi, il ritiro del ghiaccio bianco (ghiaccio non coperto dalla morena, in alto sui ghiacciai) e (più sottilmente) l'aumento dell'altezza delle pareti moreniche dovuto all'assottigliamento del ghiaccio.

La lunghezza del ghiacciaio è rimasta di 28 chilometri per tutta la sua storia registrata nel XX secolo prima di iniziare il suo attuale periodo di rapido scioglimento negli anni '90; solo tra il 2000 e il 2008, si è ritirato di 3,7 chilometri.
Dagli anni '90 il termine del ghiacciaio è arretrato in media di circa 180 metri all'anno, ma si calcola che ora il tasso di ritiro sia compreso tra i 477 fino a 822 metri ogni anno.
Si stima che il ghiacciaio Tasman finirà per scomparire e che il lago terminale Tasman raggiungerà la sua dimensione massima tra circa un decennio. Nel 1973 il ghiacciaio Tasman non aveva un lago proglaciale, mentre nel 2008 il lago Tasman aveva raggiunto una lunghezza di 7 chilometri una larghezza di 2 chilometri e 245 metri di profondità.
Un importante evento di distacco è stato probabilmente innescato dal terremoto di Christchurch del 22 febbraio 2011, quando da 30 a 40 milioni di tonnellate di ghiaccio si staccarono dalla parete terminale del ghiacciaio Tasman e caddero nel lago Tasman causando onde di tsunami alte fino a 3,5 metri che colpirono le imbarcazioni che si trovavano sul lago. 
Eventi simili in passato sono stati attribuiti all'effetto di galleggiamento causato da elevate pressioni basali sull'acqua e dall'aumento del livello del lago a seguito di forti piogge.

## Accesso e turismo

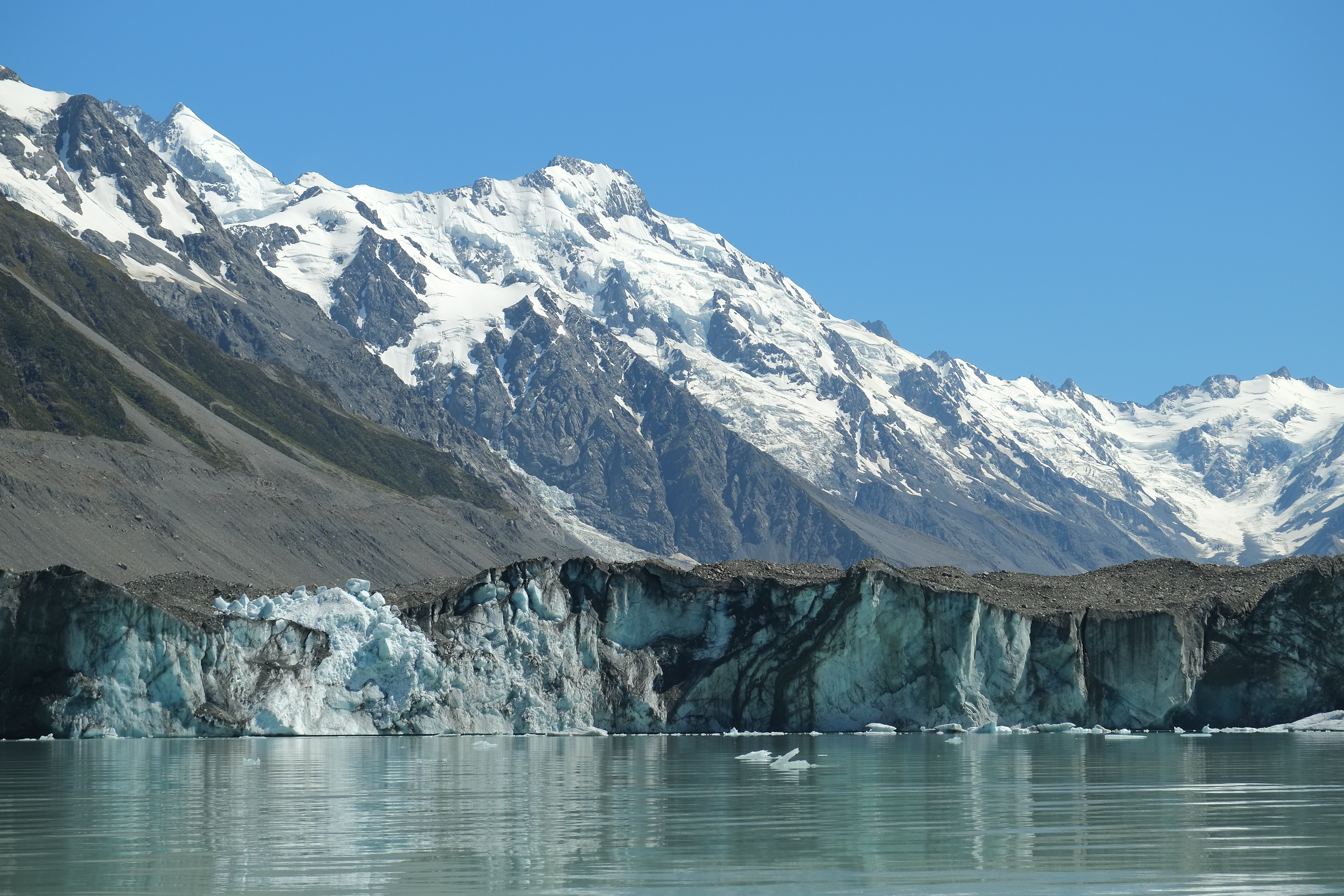
Fronte terminale del ghiacciaio Tasman

Il ghiacciaio Tasman vanta una lunga tradizione turistica: fin dall'inizio degli anni '70 vengono offerti tour di eliscì sulla sua parte superiore; era famoso per lo sci anche il ghiacciaio affluente Ball, dove negli anni '30 si tenevano campionati nazionali, da allora si è ridotto troppo perché sia possibile accedervi in sicurezza.
Allo stesso modo, la significativa perdita di ghiaccio del ghiacciaio Tasman negli ultimi decenni ha avuto un impatto sul turismo, con un numero crescente di crepacci esposti e non più riempiti dalla neve che, per essere evitati, richiedono visite guidate e limitano la stagione dell'eliscì a luglio, agosto e settembre.
Il lago proglaciale Tasman è una meta gettonata per le gite in barca tra gli iceberg che spesso vi galleggiano; per ragioni di sicurezza i piccoli gommoni non possono avvicinarsi più di 1,5 chilometri dal fronte terminale del ghiacciaio Tasman, alto 50 metri.
Il Ball Shelter Track, parte del Ball Hut Route, percorre il lato occidentale del ghiacciaio, separato dal lago Tasman da un alto muro morenico per circa 6 chilometri, superato il quale il sentiero sale abbastanza in alto da consentire la vista del panorama; a quell'altezza la parte inferiore del ghiacciaio Tasman, ricoperto di roccia nella valle tra le pareti moreniche, è largo 2,5 chilometri.